# Claudio Centin
Claudio Centin, noto anche con lo pseudonimo di Cinquino (Carpi, 15 aprile 1960), è un artista italiano.

## Biografia
Per vent’anni si è cimentato come progettista e designer nell’ambito artistico artigianale della moda e accessori per rockstar. Alcune sue creazioni sono state indossate da artisti quali Vasco Rossi, Luciano Ligabue, Renato Zero, Zucchero Fornaciari, Axl Rose (Guns N' Roses) e tanti altri, ricevendo consensi da qualificati operatori del settore. Una sua creazione è esposta in una delle teche della mostra itinerante ufficiale di Vasco Rossi. Anche l'immagine simbolo usata per raffigurare il megaconcerto dal record mondiale Modena Park 2017, vede Vasco che indossa il cinturone western-rock creato da Cinquino.
Nel 2002, ha abbandonato il mondo della moda rock, per dedicarsi all’attività di scultore. Dipinge e produce sculture che lui stesso ama definire, la sua, “Arte Riformata”. Riformata perché dà nuova forma, nuova vita, a oggetti di uso comune altrimenti destinati alla spazzatura. Riformata perché si rifà ai contenuti e ai principi della riforma protestante, cioè ai valori della fede cristiana, espressi nei testi biblici. Ha tenuto, inoltre, mostre e seminari sul tema della comunicazione attraverso il materiale di scarto. Nel 2006 ha ricevuto consenso da parte della sede centrale italiana della multinazionale Tetra Pak, per la sua opera sull’ecologia e sulla salvaguardia dell’ambiente: Logo, Tetra Pak protegge la bontà. L’opera Ricordi è esposta negli uffici di Vasco Rossi.
Nel 2008 presso la Libera università di lingue e comunicazione IULM di Milano, ha allestito una mostra personale, inaugurata dal Magnifico Rettore prof. Giovanni Puglisi. In quell'occasione ha dedicato un'opera all'Università, denominata Comunicazione. Sempre nel 2008 in occasione della Settimana di Educazione allo Sviluppo Sostenibile dedicata al tema dei Rifiuti (Progetto D.E.S.S), l’installazione Quando l'arte si rifiuta, è stata patrocinata dalla Commissione Nazionale Italiana dell’UNESCO. Nel 2009 il ha partecipato alla Settimana Europea per la Riduzione dei Rifiuti. Un’elaborata campagna di comunicazione ambientale promossa dall’Unione europea, sotto l'Alto Patronato del Presidente della Repubblica Italiana.